# Tina dasycarpa
Tina dasycarpa är en kinesträdsväxtart som beskrevs av Ludwig Radlkofer. Tina dasycarpa ingår i släktet Tina och familjen kinesträdsväxter. Inga underarter finns listade i Catalogue of Life.